# Ute Starke
Ute Starke, później Kahlenberg (ur. 14 stycznia 1939 w Eisleben) – niemiecka gimnastyczka, medalistka olimpijska i mistrzyni Europy. W czasie swojej kariery sportowej reprezentowała Niemiecką Republikę Demokratyczną.

## Kariera sportowa
Zajęła 42. miejsce w wieloboju indywidualnym i 9. miejsce w wieloboju drużynowym na mistrzostwach świata w 1958 w Moskwie. Wystąpiła we wspólnej reprezentacji Niemiec na igrzyskach olimpijskich w 1960 w Rzymie, gdzie zajęła 31. miejsce w wieloboju indywidualnym, 6. miejsce w wieloboju drużynowym, 12. miejsce w ćwiczeniach na równoważni, 30. miejsce w ćwiczeniach wolnych, 42. miejsce w ćwiczeniach na poręczach i 65. miejsce w skoku przez konia.
Zwyciężyła w skoku przez konia, a także zajęła 4. miejsca w ćwiczeniach na równoważni i ćwiczeniach wolnych oraz 5. miejsce w wieloboju na mistrzostwach Europy w 1961 w Lipsku. W tym samym roku została uznana za najlepsza sportsmenkę NRD.
Ponownie startując we wspólnej reprezentacji Niemiec na igrzyskach olimpijskich w 1964 w Tokio zajęła 10. miejsce w wieloboju indywidualnym, 4. miejsce w wieloboju drużynowym, 6. miejsce w skoku, 13. miejsce w ćwiczeniach wolnych, 15. miejsce w ćwiczeniach na poręczach i 17. miejsce w ćwiczeniach na równoważni. Zdobyła srebrny medal w skoku  (za Věrą Čáslavską z Czechosłowacji, a przed Łarysą Łatyniną ze Związku Radzieckiego) oraz zajęła 7. miejsce w wieloboju na mistrzostwach Europy w 1965 w Sofii. Zajęła 4. miejsca w skoku i w wieloboju drużynowym oraz 23. miejsce w wieloboju indywidualnym na mistrzostwach świata w 1966 w Dortmundzie.
Startując w reprezentacji NRD na igrzyskach olimpijskich w 1968 w Meksyku zdobyła brązowy medal w wieloboju drużynowym, a także zajęła 2. miejsce w wieloboju indywidualnym, 10. miejsce w skoku, 17. miejsce w ćwiczeniach na równoważni, 27. miejsce w ćwiczeniach wolnych i 33. miejsce w ćwiczeniach na równoważni.
Była wielokrotną medalistką mistrzostw NRD. W wieloboju zwyciężyła w 1965, zdobyła srebrne medale w 1961 i 1962 oraz brązowy medal w 1960. W skoku przez konia zdobyła złote medale w 1961 i 1962, srebrne medale w 1957 i 1964 oraz brązowe medale w 1958, 1966 i 1968. W ćwiczeniach na równoważni zwyciężyła w 1965 oraz zajęła 2. miejsce w 1960 i 1962. W ćwiczeniach wolnych zdobyła złoty medal 1961, srebrny medal w 1960 i brązowe medale w 1964 i 1965. W ćwiczeniach na poręczach zdobyła złote medale w 1961 i 1963, srebrny medal w 1962 oraz brązowe medale w 1960 i 1964.